# ニコロズ・ガグア
ニコロズ・ガグア（グルジア語: ნიკოლოზ გაგუა、グルジア語ラテン翻字: Nikoloz Gagua、1975年6月21日 – ）は、ジョージアの政治家、経済学者。経済・持続的発展副大臣（2015年3月–2016年11月）、財務副大臣（2016年11月–2018年6月、2018年7月–）、財務大臣（2018年6月–2018年7月）を歴任。

## 生い立ち
ニコロズ・ガグアは1975年にグルジア・ソビエト社会主義共和国のクタイシで誕生した。ガグアは1992年から1997年までトビリシ国立大学で学び、経済学の修士号を取得した。その後、1998年の2月から12月までオーストリアのウィーンに留学し、ウィーン共同研究所でより深い知識を習得した。また2012年8月から2013年6月にかけて、アメリカのウィリアムズ大学でも経済学者として研究を行った。

## 職歴
ニコロズ・ガグアは1997年10月、ジョージア経済庁の職員として職歴を開始。1999年10月まで国家コンサルタントとして勤務した。ガグアは1999年から2000年まで、アメリカ合衆国国際開発庁が援助する土地市場開発プロジェクトに経済専門家として参加。続いて2000年から2001年までジョージア経済庁で主任専門官を務めた。2001年、ガグアはジョージア都市開発基金に移り、最高財務責任者を数か月間務めた後、2001年12月から2006年1月まで同基金の代表を務めた。また同時に、2004年から2006年までトビリシ水道公社の情報システム開発に関するコンサルタントも務めた。2008年8月、民間企業「ストライド・ジョルジア」にて財務責任者に就任。
ガグアは2009年4月から2009年9月まで財務大臣首席顧問を務めた。続いて2009年9月から2011年7月まで、世界銀行やイギリス国際開発省、オランダ政府、スウェーデン国際開発庁の出資による「公的部門の財政管理に関する改革支援プロジェクト」にてプロジェクト推進部長を担当。2011年10月、ジョージア国家統計局に入り、2011年11月から2012年8月まで副局長を務めた。続いてジョージア財務省で財政予測部長（2013年6月–2015年）、マクロ経済分析予測部長（2015年–2016年3月）を歴任。2016年3月から2016年11月までジョージア経済・持続的発展省副大臣。2016年11月から2018年6月までジョージア財務省副大臣。

## 家族
ニコロズ・ガグアには1985年生まれの妻リレ・メスヒがおり、2013年にダヴィティが、2016年にデメトレが生まれた。